# Макуспана
Макуспана (исп. Macuspana) — город в Мексике, в штате Табаско, входит в состав одноимённого муниципалитета и является его административным центром. Численность населения, по данным переписи 2020 года, составила 31 435 человек.

## Общие сведения
Название Macuspana имеет несколько версий происхождения, самые распространённые это: Macui-chapana с языка науатль — место пяти чисток, и Macu-pane с языка соке — место хождения священника.
Современное поселение было основано 17 февраля 1665 года, когда на берегу реки Пушкатан исследователь Хусто Сесилио Санта-Ана обнаружил дощечку с изображением Иисуса, и основал здесь часовню его имени.
25 мая 1848 года поселение получило статус вильи, и было переименовано в Сан-Франсиско-де-Макуспана (исп. San Francisco de Macuspana).
В 1930 году поселению был присвоен статус города и вернулось прежнее название.

## Население
| Год  | Численность | Численность |
| ---- | ----------- | ----------- |
| 2000 | 28 183      | [ 7 ]       |
| 2005 | 30 661      | [ 8 ]       |
| 2010 | 32 225      | [ 9 ]       |
| 2020 | 31 435      | [ 10 ]      |